# Dangibari
Dangibari (nepalski: डाँगीबारी) – gaun wikas samiti we wschodniej części Nepalu w strefie Meći w dystrykcie Jhapa. Według nepalskiego spisu powszechnego z 2001 roku liczył on 1472 gospodarstw domowych i 7472 mieszkańców (3802 kobiet i 3670 mężczyzn).